# لین (آیداهو)
لین (به انگلیسی: Lane) یک منطقهٔ مسکونی در ایالات متحده آمریکا است که در شهرستان کوتنای، آیداهو واقع شده‌است. لین ۶۶۱٫۱۲ متر بالاتر از سطح دریا واقع شده‌است.